# Ernst Cassirer
Ernst Alfred Cassirer (pronunciación en alemán: /ˈʔɛɐ̯nst kaˈsiːʁɐ/) (Breslavia, 28 de julio de 1874 - Nueva York, 13 de abril de 1945) fue un filósofo y sociólogo de origen prusiano y judío, ciudadano sueco desde 1939. Es recordado por su interpretación y análisis de los valores culturales. Ejerció la docencia en la Universidad de Hamburgo. Alineado en la dirección neokantiana de la escuela de Marburgo, ha tratado de los problemas gnoseológicos y epistemológicos en el sentido del idealismo crítico. Fue conocido por su obra Filosofía de las formas simbólicas del campo de la filosofía de la cultura. También realizó contribuciones a la epistemología, a la filosofía de la ciencia y a la historia de la filosofía.
Educado en la escuela de Marburgo, de orientación neokantiana, inicialmente siguió a su mentor Hermann Cohen en un intento de ofrecer una filosofía de la ciencia idealista. Tras la muerte de Cohen en 1918, Cassirer desarrolló una teoría del simbolismo y la usó para expandir la fenomenología del conocimiento hacia una filosofía de la cultura, más general. Cassirer fue uno de los principales defensores del siglo XX del idealismo filosófico. 
Su filosofía, basada principalmente en la obra de Immanuel Kant, extiende los principios básicos de aquel con respecto a las maneras en que los seres humanos usan conceptos para estructurar sus impresiones del mundo natural. En tanto las perspectivas científicas y culturales habían cambiado considerablemente desde los tiempos de Kant, Cassirer consideraba necesario revisar las doctrinas kantianas para incluir un rango más amplio de experiencia humana. En su obra principal, Filosofía de las formas simbólicas, Cassirer examinó las imágenes mentales y las funciones de la mente que subyacen a toda manifestación de cultura humana.En Sustancia y función (1910), Cassirer abordó el tema relacionado de la formación de conceptos. Atacando la perspectiva de que los conceptos se forman abstrayendo de un número de instancias particulares, afirmó que el concepto, como instrumento a la hora de organizar el conocimiento humano, es ya preexistente antes de que cualquier tarea que involucre la clasificación de particulares pueda incluso ser llevada a cabo. Tras examinar las variadas formas de expresión cultural del ser humano, concluyó que el ser humano se caracteriza en esencia por su habilidad única para usar las «formas simbólicas» del mito, el lenguaje y la ciencia como medios para estructurar sus experiencias y por tanto entenderse a sí mismo y al mundo de la naturaleza.
Si bien su obra fue recibida de una manera ambivalente poco después de su muerte, la investigación académica más reciente ha hecho hincapié en el papel de Cassirer como un defensor estridente del idealismo moral de la era de la Ilustración y de la causa de la democracia liberal en una época en la que el auge del fascismo había hecho a tal defensa muy poco popular. Dentro de la comunidad judía internacional, la obra de Cassirer ha sido vista además como parte de una larga tradición de pensamiento sobre la filosofía ética.

## Vida

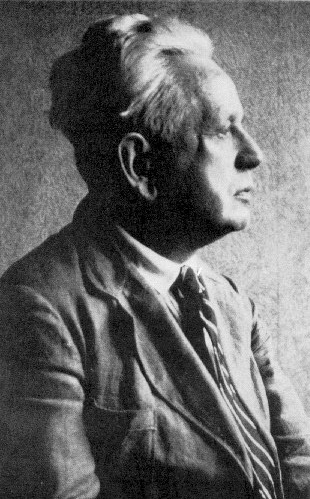
Ernst Cassirer

Cassirer nació en Breslavia, Silesia, al sudoeste de Polonia. Hijo del comerciante judío alemán Eduard Cassirer, pertenece a una de las generaciones más brillantes del pensamiento europeo. En 1892 empezó a estudiar derecho, pero pronto pasó a estudiar literatura alemana y filosofía en la Universidad de Berlín. A partir de 1896 se cambió a la Universidad de Marburgo, donde se adscribió al neokantismo. En 1899 se doctoró bajo la tutela de Paul Natorp con un trabajo sobre Descartes titulado Kritik der mathematischen und naturwissenschaftlichen Erkenntnis. 
En 1902 se casó con su prima Toni Bony, con la que tuvo tres hijos. Su trabajo sobre el sistema de Leibniz fue premiado dos veces pero en muchas universidades no fue aceptado como Habilitation (máximo grado académico que se puede lograr en muchos países europeos). En 1906 alcanzó este grado en Berlín con su estudio sobre el problema del conocimiento: Das Erkenntnisproblem in der Philosophie und Wissenschaft der neueren Zeit. Durante los siguientes 13 años fue profesor en Berlín y asentó las bases de su teoría del conocimiento. 
Tuvo que exiliarse con la llegada de Hitler. Entre 1933 y 1935 trabajó como profesor en la universidad de Oxford, y entre 1935 y 1941 pasó a la universidad de Goteborg en Suecia, aprovechando la neutralidad de ese país en la guerra. Mientras la guerra se desarrollaba, consideró con buen criterio que Suecia dejaba de ser un refugio seguro, y se exilió en los Estados Unidos. Fue rechazado por la universidad de Harvard, pero al fin pudo trabajar en Yale entre 1941 y 1943, y en la Universidad de Columbia, en Nueva York, desde 1943 hasta el ataque cardiaco letal que sufrió en ese mismo campus. 
Colaboró en la famosa edición kantiana a principios de siglo, cuya introducción se ha convertido en una referencia (Kant). Luego se centró en dos momentos fundamentales de la civilización europea, el Renacimiento y la Ilustración, con dos monografías que son clásicas, y colaboró con el Instituto Warburg. Tuvo una polémica pública, en Davos, con Heidegger (la familia de este no dejó que se publicase la controversia). Para Cassirer, el hombre es un 'animal simbólico' que utiliza símbolos para configurar el mundo cultural. En este sistema de símbolos es donde se manifiesta el espíritu humano expresándose en el lenguaje, el mito, la religión y la ciencia. En Cassirer la Crítica de la razón (que ya había realizado Kant) se convierte en una Crítica de la cultura.

## Epistemología

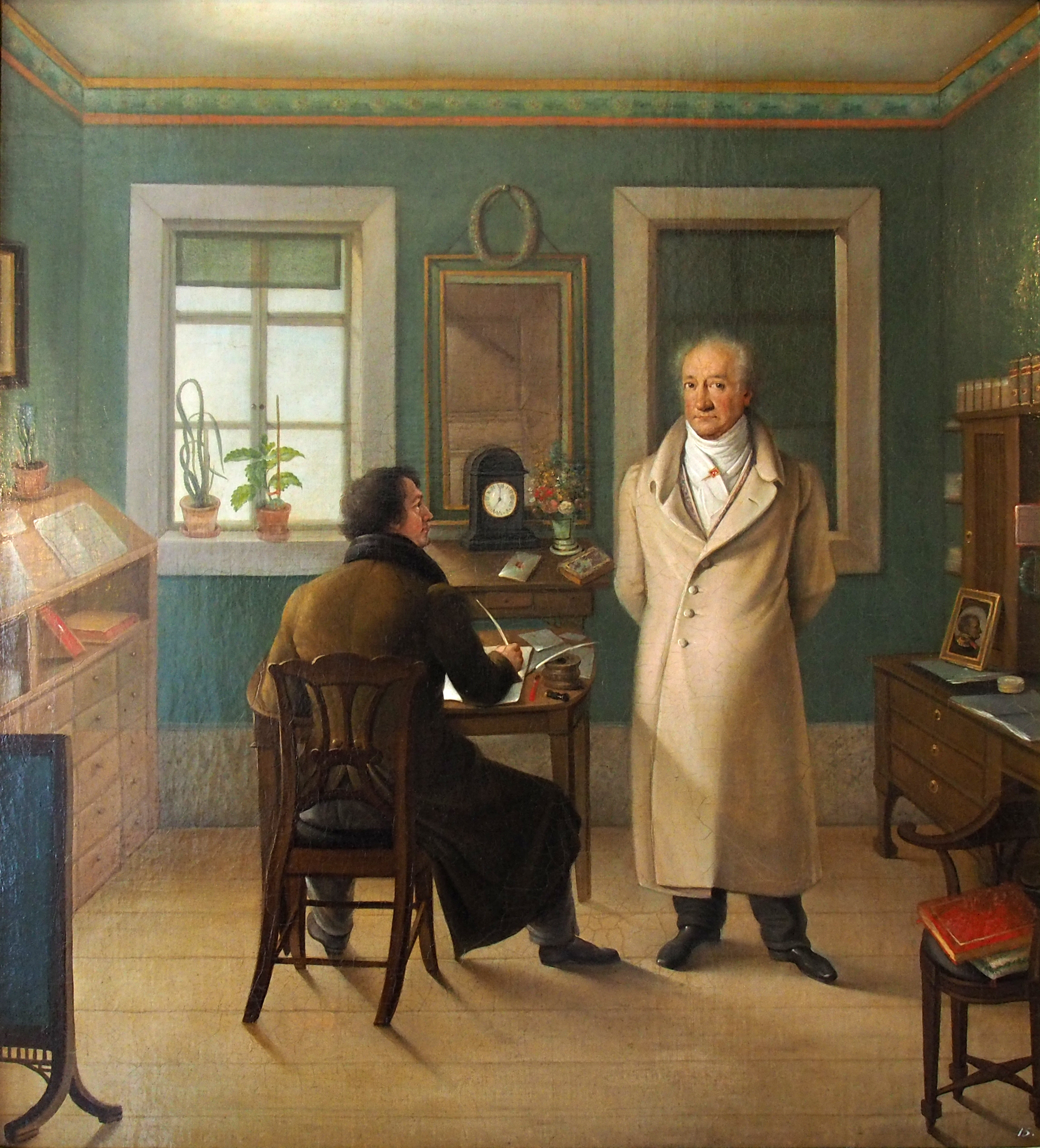
Goethe. Weimar Anna Amalia Bibliothek

En Marburgo, Cassirer comenzó a trabajar en epistemología en el otoño de 1896. Para ello, la disertación sobre Descartes y la premiada, pero no aceptada como tesis de habilitación sobre los fundamentos científicos del sistema de Leibniz (1902), en la que describía el pensamiento matemático de Descartes a Leibniz como base del conocimiento científico. En el siguiente paso, amplió su pregunta para incluir el conocimiento en general y en 1906 y 1907 publicó los dos primeros volúmenes de la historia en cuatro volúmenes sobre el desarrollo más reciente del problema del conocimiento. Cassirer se apoyó de cerca en Paul Natorp. Cassirer rechaza un a priori (como principio constitutivo) ligado a la sensualidad. Por tanto, el espacio y el tiempo ya no son a priori, sino primeras impresiones. Cassirer solo reconoce el a priori ligado a la razón (por ejemplo, la causalidad) como un principio regulador. El a priori es un requisito previo para todo juicio fáctico, pero no fijo como las categorías de Kant. A priori son invariantes lógicos en los que se basa toda determinación de la experiencia de la ley natural. Los representantes de la Escuela de Marburgo abandonan así un supuesto esencial de Kant, a saber, el dualismo de la sensualidad y la comprensión. Esto conduce a un cambio hacia el idealismo.
Su camino independiente comenzó con el texto Concepto de sustancia y concepto de función (1910). Cassirer muestra que los conceptos de matemáticas y ciencias naturales son relaciones y no cosas. En consecuencia, una cosidad solo se crea con conceptos. Según Cassirer, los conceptos de las ciencias estrictas son miembros de una serie en la que vinculan la multiplicidad de la percepción de una determinada manera y, según una “ley” prescrita, transcurren en un proceso infinito del progreso de las ciencias. Para Cassirer, el objeto de conocimiento es un tejido de relaciones. La "unidad de pensar y ser" resulta de los dos principios de "convergencia de series" y "convergencia de experiencia". La teoría de la naturaleza no es una especulación, sino una descripción de lo dado, con el lenguaje simbólico de las matemáticas, en el que no hay representación, sino que sólo se establece una relación clara como relación. La ciencia empírica es la disección analítica y la conexión sintética de subsistemas a un todo. Muy versado en la discusión física entonces actual, Cassirer se apegó al principio del método crítico de Kant incluso después de revaluar la relación espacio-tiempo a través de la teoría de la relatividad (1921) y tomó posiciones similares sobre el intuicionismo matemático (Luitzen Egbertus Jan Brouwer) y la posición sobre las paradojas de la teoría de conjuntos (Bertrand Russell).

## Filosofía de la cultura, enfoque
Cassirer rechazó las distinciones entre las ciencias naturales y las humanidades con la explicación y la comprensión como principios científicos, al igual que una filosofía desarrollada como un sistema uniforme análogo al idealismo. En cambio, basándose en Hermann von Helmholtz y Heinrich Hertz, desarrolló el concepto de formas simbólicas como una forma de interpretar a las personas a partir de sus experiencias.

### Diferenciación respecto a Kant y el neokantianismo
El paso esencial hacia la filosofía de la cultura resulta de la expansión de Cassirer del concepto de conocimiento como el concepto rector de experiencia (basado en Paul Natorp). El tema de esta filosofía de la cultura no es solo el conocimiento, sino la comprensión del mundo en general. Cassirer quiso tener en cuenta el hecho de que existe una «experiencia» fuera de las ciencias estrictas que se expresa tanto en el lenguaje como en los mitos, la religión o el arte. La historia, la tecnología, la ciencia, la moral y la política también tienen sus propios ámbitos de experiencia.
Cassirer se distingue de Kant y del neokantianismo en que, para él, no sólo los conceptos (como en Kant), con los que la espontaneidad del entendimiento da sentido según las reglas, contribuyen al conocimiento. Más bien, toda forma de referencia al mundo depende de la simbolización. Para Cassirer, el ser humano siempre ha estado en un mundo y no tiene que construir primero un puente hacia él como el sujeto sin mundo kantiano. A diferencia de Kant, no es una facultad de conocimiento abstracta la que proporciona la base para la relación con el mundo, sino la orientación activa en el mundo:
   "Más bien, no es solo mirar, sino hacer, lo que forma el centro desde el cual comienza la organización espiritual de la realidad para el hombre".

### Concisión simbólica: la simbolización como forma
Al hacerlo, Cassirer comprende la creación, el modelado y la formación. El ser solo surge del hacer. La forma más elemental de diseño es la delimitación o perspectiva. Dado que cada percepción solo captura una parte de la realidad, cada percepción es formativa. Para Cassirer, el diseño siempre tiene lugar en conexión con un contenido sensual, una idea central que se expresa en la formulación de Cassirer de la concisión simbólica:
   “Bajo 'concisión simbólica' debe entenderse la forma en que una experiencia perceptiva, como experiencia 'sensual', al mismo tiempo incluye un cierto 'sentido' no visual y lo lleva a una representación concreta inmediata”.
La concisión simbólica puede describirse procedimentalmente como una estructura inmanente en el acto de percepción y una representación posterior. Así es como se desarrollan las formas al ver. La estructura inmanente del contenido sensual es un requisito previo para que el mundo no se encuentre como una masa amorfa: las formas y los contrastes se forman a través de la compresión y la incomprensión, que a través de la fijación adquieren una identidad (en relación con otros contenidos perceptuales). Para que éstos se vuelvan permanentes y se destaquen “del torrente de la conciencia ciertas formas básicas constantes, en parte de carácter conceptual, en parte de carácter puramente ilustrativo”, se requiere una posterior representación. De esta manera, "en lugar del contenido que fluye [...] una forma autónoma". En este contexto, no se agrega ningún significado arbitrario al contenido perceptual, sino que lo que se percibe está incrustado en un todo, porque toma una forma que apunta más allá de sí mismo:
   "Más bien, es la percepción misma la que, en virtud de su propia estructura inmanente, adquiere una especie de 'articulación' mental [...] Este entretejido ideal, esta relación del individuo, aquí y ahora a un fenómeno de percepción dado, lo que la expresión 'concisión' pretende denotar."
Aunque toda forma depende de esta capacidad humana, históricamente no existe un "punto cero absoluto" de concisión simbólica, ningún estado de completa falta de forma, porque el punto de partida es la percepción mundial "fisonómica" de la conciencia mítica. Para la conciencia mítica, el mundo se muestra en momentos miméticos de expresión, estos son afectivamente efectivos y, según su origen, aún sobresalen en el mundo animal. Ofrecen puntos de contacto para cualquier modelado adicional.
Por medio de símbolos, los contenidos sensuales individuales se transforman en portadores de un significado espiritual general. Por tanto, la conformación tiene lugar al mismo tiempo que la percepción sensorial.
   “Una 'forma' simbólica 'debe entenderse como aquella energía del espíritu a través de la cual un contenido de significado espiritual se vincula a un signo sensual concreto y se le asigna internamente”. - Ernst Cassirer
Al mismo tiempo, el diseño va acompañado de un significado: solo las formas revelan referencias y estructuras en el mundo. Las formas simbólicas son, pues, formas básicas de comprensión, universal e intersubjetivamente válidas y con las que las personas modelan su realidad. La cultura es la forma en que las personas crean significado a través de símbolos. Entonces, los símbolos siempre surgen en conexión con la sensualidad, pero tienen un significado que se refiere a algo más allá de ellos. Basado en su gran modelo a seguir Goethe y su pasaje del Fausto I ("Es cierto con la fábrica de pensamientos / Como una obra maestra de Weber / Donde un paso agita mil hilos, [...] / Un golpe hace mil conexiones") es encontrado en Cassirer en varios lugares la formulación:
   “Ahora, de hecho, un trazo le gana mil conexiones, todas las cuales logran una resonancia más o menos potente y clara en la ambientación del símbolo”.
“Cualquier contenido sensual, no importa cuán 'elemental' sea, […] nunca es simple, como un contenido aislado y desapegado, 'ahí'; pero en esta misma existencia apunta más allá de sí mismo; forma una unidad concreta de 'presencia' y 'representación'."
Los aspectos de la formación de la concisión son:
- Reconocimiento
- Presentación (presencia de lo físico-sensual).
- Retención (la experiencia permanece en la conciencia durante un cierto período de tiempo).
- Representación (La relación que conecta lo presentado y lo representado: para Cassirer es un logro fundamental de la conciencia y tiene lugar como un movimiento constante entre los dos.)

En consecuencia, diferencia entre lo perceptivo y lo significativo: el primero da a lo percibido un contorno y claridad, el segundo lo integra en un contexto. El reconocimiento, la presentación y la retención deben asignarse a la concisión perceptiva, la concisión significativa a la representación.

### Funciones de las formas simbólicas
Las formas simbólicas se pueden caracterizar por tres funciones:
- Expresión: función mimética, expresión facial dinámica y viva (por ejemplo la sonrisa amistosa quita el miedo)
- Representación: función analógica, formación de estructura básica (la designación lingüística de los hechos se relaciona pragmáticamente con el mundo y lo estructura de manera significativa)
- Significado: puramente simbólico y completamente desvinculado de las otras dos funciones (teorías abstractas, relacionales sobre una base lógico-matemática).

Cassirer considera principalmente estas tres funciones como equivalentes. En algunos pasajes describe un desarrollo ascendente de la expresión al significado. En la recepción de la obra de Cassirer, la expresión, la representación y el significado se asignan a menudo a los tres volúmenes de la Filosofía de las formas simbólicas, es decir, las formas simbólicas del mito, el lenguaje y el conocimiento. El propio Cassirer no hizo tal asignación. La función de expresión, la función de representación y la función de significado también pueden estar presentes dentro de una misma forma de símbolo, por ejemplo en el lenguaje, que combina dimensiones sensuales, vívidas y conceptuales.

### Las formas simbólicas como mundos de experiencia propios y no reducibles
Los mundos de experiencia de las formas simbólicas están esencialmente determinados por la actividad humana. El origen histórico común es el mito, como la forma más antigua de la estructura significativa del mundo. Las formas simbólicas representan la realidad desde diferentes perspectivas. Es fundamental que no se puedan reducir de una a otra. El lenguaje no se puede entender a través de la física, la física no se puede describir con los medios de la jurisprudencia. Sin embargo, Cassirer buscó una filosofía que ayudara a las personas a comprender todas estas diferentes actividades. Su objetivo no era encontrar una generalidad abstracta o un principio supremo, sino comprender la unidad de la multiplicidad concreta. Cassirer no quería diseñar un sistema de formas simbólicas, su pretensión programática era hacer unos "prolegómenos a toda filosofía cultural futura" que ayudaran a comprender la esfera de la actividad humana:
   “El lenguaje, el mito, la religión, el arte, la ciencia, la historia son los componentes, los diferentes sectores de esta esfera. Una 'filosofía del hombre' sería, por tanto, una filosofía que nos da una idea de la estructura básica de cada una de estas diferentes actividades y, al mismo tiempo, nos permite comprenderlas como un todo orgánico".

### Espíritu
Para Cassirer, el espíritu humano es la unidad del mundo de la conciencia y el mundo simbólico de la forma (los animales, por lo tanto, solo tienen una conciencia). El mundo simbólico de las formas resulta de la combinación de significado y sensualidad. En consecuencia, para Cassirer, el espíritu no tiene la capacidad de captarse a sí mismo, sino que depende de una mediación a través de un contenido sensual. La actividad humana produce obras, pero sólo a partir de ellas las personas pueden relacionarse con su actividad.
   “El yo no sólo imprime en los objetos su propia forma que se le ha dado desde el principio, sino que encuentra, gana, esta forma sólo en la totalidad de los efectos que ejerce sobre los objetos y que recibe de vuelta de ellos".
A través de este "desvío" que la mente necesita para captarse a sí misma, Cassirer evita la autorreferencialidad de la mente, como en una filosofía pura de reflexión. Al mismo tiempo, supera la filosofía del sujeto moderna cuando deja que el ser surja de la actividad humana.

### La cultura como autoliberación y la personalidad libre
Dado que la objetivación tiene lugar en el diseño y la simbolización, estos procesos alejan a las personas de sus emociones, deseos y creencias y, por lo tanto, les permiten relacionarse libremente con ellos. Porque, según Cassirer, estos factores subjetivos no son inmediatos, no abruman al individuo. Dado que toda forma simbólica trae consigo tal objetivación - y por lo tanto racionalización -, incluye un paso en la liberación humana.
   “Tomada en su conjunto, la cultura podría describirse como el proceso de autoliberación humana progresiva. El lenguaje, el arte, la religión y la ciencia componen distintas fases de este proceso. En todos ellos el hombre descubre y muestra una nueva fuerza, la fuerza para construir su propio mundo 'ideal' ”.
Para el individuo, la oportunidad de comportarse simbólicamente transmitida a sí mismo es lo que Cassirer describe como una "personalidad libre":
   “Ella [la personalidad libre] es sólo la forma en que se da a sí misma, y por eso no debemos verla […] meramente como un límite, sino que debemos reconocerla como una fuerza real y original. Lo general que se nos revela en el ámbito de la cultura, el lenguaje, el arte, la religión y la filosofía es siempre tanto individual como universal. Porque en esta esfera lo universal no puede verse de otra manera que en la actividad de los individuos, porque sólo puede encontrar su realización real en su actuación".
Cassirer vio la autoliberación del hombre como una meta del proceso educativo. La “personalidad libre” tiene que apropiarse de las formas simbólicas universales, los “bienes culturales”, porque sólo en el individuo cobran vida. El filósofo cultural y experto en Cassirer, Oswald Schwemmer, llama a esta relación entre lo universal y lo individual la existencia cultural del hombre.
Schwemmer describe la filosofía de las formas simbólicas como una filosofía teórica con un interés práctico. Según Schwemmer, las consideraciones éticas pueden vincularse con la idea de Cassirer de la "personalidad libre" si, por ejemplo, enfatizan el derecho al reconocimiento de la individualidad creativa de otras personas y culturas. No se requiere aprender a comprender los contenidos específicos y las convicciones individuales, sino reconocerlos como resultado de un proceso independiente de conformación y expresión.

## Formas simbólicas

### Mito
Para Cassirer, el pensamiento y la percepción míticos son la forma simbólica fundamental de la que emergen todas las demás. La percepción del mundo mítico está teñida principalmente por afectos y emociones, razón por la cual el mito "percibe principalmente características no objetivas, sino fisionómicas". Los objetos en el mundo tienen una expresión, los eventos le hablan a la gente de inmediato. El mundo se muestra a sí mismo como un gran drama de poderes opuestos, no como una colección de cosas muertas. Cassirer enfatiza que la cualidad emocional que pertenece a los objetos es esencial para la realidad y también es importante para las culturas más allá de la conciencia mítica. Se refiere a John Dewey como el único empirista real, porque empíricamente "las cosas son conmovedoras, trágicas, hermosas, divertidas, constantes, confusas, cómodas, molestas, aburridas, distantes, reconfortantes, magníficas, aterradoras."
Lo que le da coherencia al mundo mítico es la unidad del sentimiento, una concepción sintética de la vida que trasciende los límites de las plantas, los animales, las personas y concibe la vida como un proceso que lo abarca todo. Sin embargo, esta no es una cosmovisión teórica ni práctica, sino comprensiva. Se transmite por un sentimiento de unidad con la naturaleza. La muerte difícilmente se convierte en un problema para ella, gracias a la confianza en la solidaridad de toda la vida como un acontecimiento sin fin.
Para Cassirer, el mito es el fenómeno original de toda la cultura humana. En él, la fugacidad de la experiencia se captura por primera vez a través del modelado y la solidificación, y el sentimiento se convierte en obra. Esto crea un mundo propio, con el que el hombre puede relacionarse a partir de ahora y que se enfrenta al mundo directamente experimentado. Además, existe la posibilidad de diferenciar entre el yo individual y el nosotros colectivo, porque el mito ofrece un criterio con el que se puede medir el comportamiento y lo que se dice del individuo. Ambos momentos de objetivación (es decir, el mito confronta a la persona como un sentimiento objetivado) llevan al hecho de que el mito roba la inmediatez de la experiencia emocional del poder. Al mismo tiempo, sin embargo, se vuelve superfluo. Cassirer llama a esto la "dialéctica de la conciencia mítica". La cosificación se muestra así para Cassirer como el momento esencial en el desarrollo de la cultura.

### Religión
La gramática que subyace al pensamiento mítico puede denominarse pensamiento identitario: imagen y cosa coinciden. En el rito, el bailarín es el dios. No hay primer plano ni trasfondo en este mundo. Todas las cosas se entrelazan e interactúan. Incluso la palabra no solo designa, tiene un efecto en el mundo en fórmulas mágicas.
Esto cambia con la transición a la religión. Si el factor determinante del mito fue la identidad, en religión es la diferencia. Al crear diferencias, las experiencias objetivan y confrontan al ser humano de forma cosificada. Como resultado, ya no está directamente a merced de ellas, sino que puede relacionarse con ellas. Para Cassirer, esta posibilidad de comportarse hacia algo objetivado es la base para el desarrollo de una personalidad, porque a partir de ahora el hombre puede darse una forma. La personalidad libre "es sólo forma porque se da a sí misma una forma [...]"
Para Cassirer, el proceso de objetivación no es un proceso teórico-reflexivo, sino que tiene sus raíces en la práctica humana. Tres formas de acción impulsan el proceso:
- Herramienta: La herramienta se interpone entre la voluntad y el fin de la acción y, por tanto, objetiva a ambos, condición previa para una posterior objetivación lingüística.
- Idioma: La palabra ya no funciona solamente, de ahora en adelante denota.
- Bellas artes: La representación plástica de los dioses, la visibilidad del cuerpo permite a las personas experimentar una conciencia de su individualidad física. A través de estructuras narrativas, la poesía ofrece la posibilidad de experimentarse a sí mismo como sujeto de la historia.

El desprendimiento de la religión del mito no se produce automáticamente, sino que depende de estas tres mediaciones. Lo que se destaca por las referencias prácticas del mundo solo se convierte en una forma espiritual de pensamiento a través de la fijación como símbolo. Esto conecta las transiciones características de la religión de la inmediatez a la referencia, de la expresión a la representación, de lo divino al Dios, de lo presente al más allá, de la actividad a la manifestación. Si la conciencia mítica vio al hombre como parte de una comunidad de vida que lo abarca todo, ahora es un socio de Dios. Con esta relación de personalidad, el reconocimiento, el deber, la responsabilidad y el servicio se vuelven importantes. (Para Cassirer, el cristianismo, con su sacramentalismo, permanece ligado al pensamiento mítico, mientras que el judaísmo, a través de su profetismo, puede considerarse como la expresión histórica de la forma de religión personal-ética).
Similar a la "dialéctica del mito" también hay una "antinomia del sentimiento religioso" en la religión, porque por un lado la religión ética exige una universalidad del sentimiento y la solidaridad con el todo, por otro lado, a través de la objetivación y diferenciación, una la conciencia de lo propio surge de la individualidad y, sobre todo, de la finitud. Según Cassirer, la relación moral recíproca entre individualidad y universalidad lleva a que el individuo en la religión reclame que debe volverse hacia el bien como una personalidad autodeterminada.

### Lenguaje
Cassirer ve una conexión esencial entre el lenguaje y el mito. En el pensamiento identitario mítico coinciden palabra y efecto, porque el hombre traslada la eficacia social de la palabra que conoce de la convivencia al medio natural. La palabra se convierte entonces en una fórmula mágica que se supone que afecta a la naturaleza. Sólo cuando el efecto no se materializa surge para el pensamiento una nueva relación entre lenguaje y realidad: la función mágica se vuelve semántica. Sólo entonces se puede elevar el lenguaje a logos en la filosofía griega primitiva y se puede afirmar que la verdad cósmica le pertenece. Sobre todo, Cassirer ve a Heráclito en el umbral de la transición de la filosofía natural a la lingüística.
Esta afirmación se desmorona con los sofistas que pusieron al hombre como el centro del universo. El dicho de Protágoras muestra esto: “El hombre es la medida de todas las cosas”. Con esto, sin embargo, se pierde la pretensión de verdad de la palabra, y sólo se percibe en su función práctica como herramienta. La doctrina correspondiente a esta herramienta es la retórica, en la que las disputas sobre la verdad y la corrección se vuelven nulas y sin valor. Las ideas ya no deben transmitirse, sino que se debe inducir a las personas a actuar mediante la persuasión.
Cassirer señala que se pueden identificar dos elementos estructurales del lenguaje: el aspecto emocional vinculado a la acción y el enunciado proposicional. Sin embargo, rechaza las teorías que describen el surgimiento del lenguaje como un desarrollo evolutivo  porque desconocen que la palabra es universal como símbolo y no siempre relacionada con la acción. Sin embargo, no puede haber una transición perfecta entre estas dos cualidades, ya que son esencialmente diferentes.
Con respecto a la estructura y gramática del lenguaje, Cassirer rechaza dos posiciones extremas. No cree que cada lengua sea completamente individual, ni considera posible definir un sistema universal para todas las lenguas históricamente desarrolladas. Para él, la lengua está más determinada funcionalmente, por lo que no existe una medida absoluta de la riqueza de una lengua, sino que cada una se adapta a las condiciones de vida específicas de sus hablantes. Considera que los esfuerzos para desarrollar un lenguaje que cumpla mejor con esta función son absurdos, porque no existe una referencia no lingüística al mundo a partir del cual uno pueda desarrollar la herramienta del lenguaje en consecuencia. La percepción siempre depende de una estructura, lo que también se debe al apoyo constante del lenguaje.
Las referencias internas del lenguaje le permitieron desarrollarse como un mundo propio, de acuerdo con las leyes y posibilidades de su estructura interna. Al hacerlo, tiende a seguir un desarrollo que conduce de lo concreto a lo abstracto.

### Arte
Para Cassirer, el arte es un trabajo sobre la forma. Ya sea que siga la exigencia de imitar la naturaleza o exprese la interioridad, siempre tiene lugar en un medio. Este medio, en el que tiene lugar la conformación, está indisolublemente ligado al arte:
   “Para el gran pintor, compositor o poeta, sin embargo, los colores y las líneas, los ritmos y las palabras no son solo parte de sus instrumentos técnicos; más bien, son componentes indispensables del propio proceso creativo".
La entrega inmediata a una emoción no es un arte para Cassirer, porque tiene lugar sin un medio y, por tanto, sin un proceso creativo de conformación (sería mero sentimentalismo). El arte, por tanto, nunca es puramente expresivo, pero el diseño necesario lo muestra como una actividad simbólica: por tanto, pretende abrir la realidad objetivamente. Su tematización de la naturaleza es, por supuesto, diferente de la de las ciencias naturales. Mientras que la ciencia abrevia la realidad, el arte intensifica la realidad. La ciencia busca un principio unificado para poder describir un gran número de observaciones con él, mientras que el arte trata de descubrir el mundo en toda su diversidad y diversidad. Cassirer enfatiza que el proceso de selección en el que el artista elige un determinado objeto es un proceso de objetivación, porque le da una cierta perspectiva de permanencia y muestra el mundo bajo una luz especial. El arte no muestra una verdad de relaciones empíricas, sino una "verdad de formas puras". La racionalidad del arte es una racionalidad de la forma:
   “La ciencia nos da orden en el pensamiento; la moralidad nos da orden en la acción; el arte nos da orden en la percepción de fenómenos visibles, tangibles y audibles".
Dado que el arte ofrece a las personas la oportunidad de enfatizar y fijar sus sentimientos en la obra de arte, ayuda a objetivar las emociones. Esto significa que los humanos ya no están directamente a su merced. La forma y la calidad liberadora del arte forman el criterio con el que se puede medir el arte:
   "No es el grado de contagio sino el grado de intensificación e iluminación lo que mide la excelencia del arte".
La libertad estética no significa apatía estoica y ausencia de sentimientos y pasiones, sino simplemente que se supera el carácter compulsivo y afectivo de los sentimientos.
Para Cassirer, la belleza no es parte de las cosas “en sí mismas”, ni es una función puramente intelectual. Cassirer sostiene que debe entenderse como un modo de grabación. La sensación de belleza no es un afecto, no consiste en impresiones pasivas, sino que requiere una dinámica interior activa:
   “Solo a través de actos constructivos podemos descubrir la belleza de las cosas naturales. El sentido de la belleza es la receptividad a la vida dinámica de las formas, y esta vida solo puede ser captada por un proceso dinámico correspondiente en nosotros mismos".
El arte como forma simbólica es un “universo de discurso independiente”. Para Cassirer, esto está indicado por las numerosas controversias entre las diversas teorías del arte, entre el realismo, el romanticismo, el clasicismo, etc. Las diversas artes, es decir, la poesía, la pintura, la música, hablan diferentes "lenguajes", que pueden combinarse entre sí, pero no traducirse entre sí. Aquí el concepto de Cassirer contradice la teoría de Adorno. Esta conexión con el medio y la forma concreta muestra cómo la forma y el contenido no pueden separarse en el arte. El simbolismo del arte es, pues, inmanente.

## Antropología

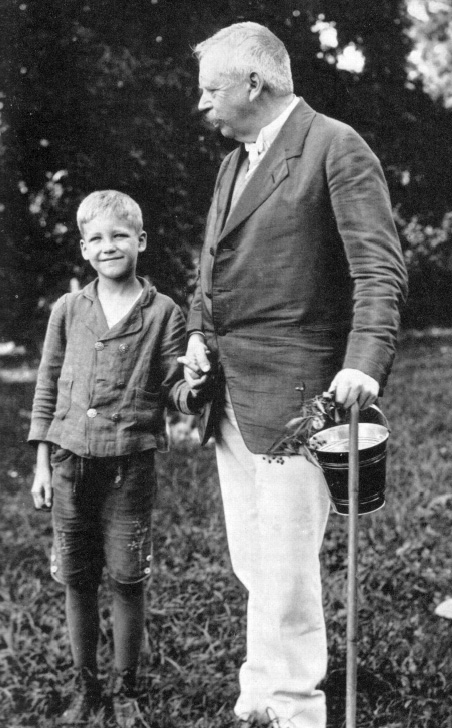
Jakob Johann von Uexküll y su hijo en 1915

Después de que la metafísica especulativa como explicación del mundo fuera derribada de su pedestal por Kant y Darwin, Nietzsche y Freud habían despojado a las personas de las ilusiones del significado teleológico. Para Cassirer la función de la antropología filosófica era transmitir un concepto del mundo en un sentido de camino de orientación; porque por la mera introspección de la filosofía del espíritu sólo se obtiene una imagen fragmentaria del hombre. Más bien, la esencia del hombre solo puede determinarse teniendo en cuenta las condiciones de su cultura.
Si bien la filosofía de la cultura se dedica a la estructura interna de las formas simbólicas, es tarea de la antropología proporcionar una definición de los seres humanos que los distinga de los animales. Cassirer sigue el trabajo del biólogo Jakob Johann von Uexküll. Este había caracterizado la vida animal por una "red de memoria" que procesa los datos sensoriales, y una "red activa" que reacciona a la información percibida desde el exterior. Para Uexküll, la red de memoria y la red activa forman un "circuito funcional" cerrado, p. ej. cada percepción relevante es seguida inmediatamente por una reacción. Sin embargo esto no se aplica a los humanos: “En los humanos, el 'círculo funcional' no solo se expande cuantitativamente; también ha cambiado cualitativamente”. Entre la percepción y la reacción, el símbolo aparece como una referencia esencial a la realidad en el ser humano. Esto se puede ilustrar con el lenguaje: los animales también emiten sonidos para evocar reacciones de sus congéneres, por ejemplo, llamadas de advertencia en caso de peligro, pero estos siempre evocan una reacción inmediata (huida). En los humanos, en cambio, el lenguaje se ha desarrollado como forma simbólica hasta tal punto que en él son posibles enunciados proposicionales que no están vinculados a una acción posterior. Así es como el símbolo, como elemento conectado entre la red de la memoria y la red activa, hace posible la libertad humana: "Todos los fenómenos que suelen denominarse reflejos condicionados no sólo están muy alejados de la peculiaridad del pensamiento simbólico, sino que son incluso contrarios a ella".
Otra diferencia radica en que las señales de los animales están siempre ligadas a situaciones especiales (una llamada de advertencia solo puede entenderse y producirse en la situación de un enemigo que se aproxima), mientras que el símbolo tiene universalidad: se puede trasladar a diferentes cosas y situaciones y por lo tanto también tiene una existencia fuera de la realidad concreta. De esta manera, las personas pueden usar los símbolos para diseñar no solo una cosmovisión fáctica, sino también ideal, que se basa puramente en el pensamiento. Así, además del espacio del mundo real, el hombre también ha desarrollado la idea de un espacio matemático abstracto en el que se crean modelos que no simbolizan nada más que relaciones. Lo mismo se aplica a la conciencia del tiempo, que permite a las personas intuir el futuro. A través del arte, el hombre puede reconocer su propio aspecto de la realidad sin tener que explicarlo.
El hombre no es solo un ser orgánico, sino alguien que siempre pide sentido. La relación entre cuerpo y alma siempre se sitúa en esta zona de tensión. El ser humano se determina a sí mismo y a su significado a través de la formación activa de las formas simbólicas, cada una de las cuales está conectada con un significado propio. Como portador de significado, el ser humano se convierte él mismo en un símbolo, es por tanto un animal symbolicum. Con esta formulación, Cassirer se basa en la definición tradicional del hombre como animal racional y al mismo tiempo la amplía, ya que en el hombre no solo ve al ser dotado de razón, sino que también considera esenciales los elementos no racionales de la cultura. para la determinación del hombre: "El concepto de razón es muy inadecuado para comprender las formas de la cultura en su plenitud y diversidad". Según las consideraciones filosófico-culturales de Cassirer, todas las formas simbólicas diferentes representan racionalizaciones, precisamente en virtud de su conformación y objetivación. Con esto, la capacidad de formar resulta ser una determinación antropológica del hombre:
   “La definición más simple y concisa que una 'antropología' orientada filosóficamente podría dar al hombre sería, por lo tanto, tal vez la estipulación de que es 'capaz de formar'. [...] Aquí se determina su posición característica en relación con el mundo, así como su posición en relación con los objetos".

## Filosofía social y política
La última obra de Cassirer, publicada póstumamente, Vom Mythus des Staates (1945) es, por un lado, un desarrollo consistente de la perspectiva desde la cultura a través de la antropología hasta la sociedad. Por otro lado, se trata del fascismo, al que Cassirer tuvo que padecer con una emigración temprana indeseada.
Cassirer vio la mitización de la política como la causa del nacionalsocialismo: de manera similar a la psicología, las condiciones patológicas (como el daño cerebral) conducen a una restricción de la capacidad de formar formas simbólicas y, por lo tanto, a un procesamiento restringido de la realidad, las crisis sociales causan una incertidumbre de la razón y, como resultado, un mayor recurso humano a la religión y al mito. La falta de explicación del mundo conduce al resurgimiento de leyendas y ritos, prejuicios de cualquier tipo que ganan en persuasión. Surgen afectos y agresiones contra las supuestas causas, que son utilizadas por explicadores místicos del mundo. El nacionalsocialismo también se vio abrumado por los mitos políticos. Cassirer vio los gérmenes de esto ya en el nacionalismo del romanticismo y en las ideas de lo absoluto en el idealismo alemán, especialmente en Hegel, quien aprobó tanto la idea del culto al héroe como la guerra como una continuación de la política por otros medios. Para él, los escritos de Heidegger y Spengler socavaron las fuerzas que pudieron haber resistido los mitos políticos de su tiempo. Por ejemplo, la “Astrología de la historia” de Spengler y la teoría del arrojamiento de Heidegger promovieron un nuevo fatalismo que abandonó todas las esperanzas de participar activamente en la construcción de la vida cultural y renunció a sus propios ideales teóricos y éticos. Cassirer no comentó directamente el papel personal de Heidegger en el nacionalsocialismo. La superación de la amenaza planteada por los mitos políticos solo era posible para Cassirer mediante el uso racional de la libertad activa. Al final de su último libro sobre el estado y el fascismo en 1945, instó a la filosofía a "pensar más allá y en contra de su tiempo". El poder demoníaco del mito, que todos habían subestimado, no podía superarse con argumentos racionales. Estudiando cuidadosamente los métodos y técnicas de los mitos políticos, "deberíamos", concluyó Cassirer, "mirar a nuestro oponente a la cara para saber cómo luchar contra él".

## Obra
- Leibniz' System in seinen wissenschaftlichen Grundlagen, 1902
- Der kritische Idealismus und die Philosophie des "gesunden Menschenverstandes", 1906.
- Das Erkenntnisproblem in der Philosophie und Wissenschaft der neueren Zeit. (1: 1906; 2: 1907; 3: Die nachkantischen Systeme, 1920; 4: Von Hegels Tod bis zur Gegenwart (1832–1932), 1957).
- Substanzbegriff und Funktionsbegriff. Untersuchungen über die Grundfragen der Erkenntniskritik. 1910 (Concepto de sustancia y concepto de función).
- Freiheit und Form. Studien zur deutschen Geistesgeschichte, 1916.
- Kants Leben und Lehre, 1918.
- Zur Einstein'schen Relativitätstheorie. Erkenntnistheoretische Betrachtungen, 1921.
- Idee und Gestalt. Goethe, Schiller, Hölderlin, Kleist, 1921
- Philosophie der symbolischen Formen. (1. Die Sprache, 1923; 2. Das mythische Denken, 1925; 3. Phänomenologie der Erkenntnis, 1929).
- Sprache und Mythos. Ein Beitrag zum Problem der Götternamen, 1925 (luego en: Wesen und Wirkung des Symbolbegriffs, Darmstadt, WBG, 1994; Esencia y efecto del concepto de símbolo).
- Individuum und Kosmos in der Philosophie der Renaissance, 1927
- Die Idee der republikanischen Verfassung, 1929. Discurso en la Universidad.
- Die Philosophie der Aufklärung, 1932.
- Determinismus und Indeterminismus in der modernen Physik, 1937.
- Axel Hägerström: Eine Studie zur Schwedischen Philosophie der Gegenwart, 1939.
- Zur Logik der Kulturwissenschaften, 1942.
- An Essay on Man, 1944. (Was ist der Mensch? Versuch einer Philosophie der menschlichen Kultur, 1960)
- The Myth of the State, 1946. (Vom Mythus des Staates, 1949).
- Symbol, Myth and Culture. Essays and Lectures, 1935-1945, New Haven, Yale University, 1979

## Ediciones en español
La obra de Cassirer se ha publicado desde hace medio siglo en México, por el FCE; luego, se ha reimpreso en España en parte.
- Individuo y cosmos en la filosofía del Renacimiento, Argentina, EMECÉ, 1951.
- El problema del conocimiento en la filosofía y en la ciencia modernas, México, FCE, 1979, 4 vols.
- Filosofía de las formas simbólicas, México, FCE, 1979, 3 vols.
- La filosofía de la Ilustración, Madrid, FCE, 1993 ISBN 978-84-375-0350-9
- Kant, vida y doctrina, Madrid, FCE, 1993	ISBN 978-84-375-0364-6
- Esencia y efecto del concepto de símbolo, México, FCE, 1975.
- Rousseau, Kant, Goethe: filosofía y cultura en la Europa del siglo de las luces, Madrid, FCE, 2007 ISBN 978-84-375-0595-4
- La filosofía de la Ilustración, México, FCE,
- Las ciencias de la cultura, México, FCE, 1972.
- Antropología filosófica, Madrid, FCE, 1983 ISBN 978-84-375-0243-4
- El mito del Estado, México, FCE, 1993.
- Cassirer y su neo-ilustración: la conferencia sobre Weimar y el debate de Davos con Heidegger, Plaza y Valdés, ISBN 978-84-92751-50-1 [Archivo de Internet]
- Filosofía moral, derecho y metafísica: un diálogo con Axel Hägerström, Herder, 2010  ISBN 978-84-254-2660-5
- La forma del concepto en el pensamiento mítico, Santiago de Chile, Ediciones Bastante, 2019 ISBN 978-956-9467-17-2